# Riz Story
Pour les articles homonymes, voir Riz (homonymie) et Story.
Riz Story est un musicien et un réalisateur américain.

## Biographie
Il a fondé le label 'TogethermenT Films and Music' à Hollywood.

## Filmographie
- 2014 : A Winter Rose
- 2011 : Live to Dance
- 2009 : Jordon Saffron: Taste This!
- 2006 : The Butcher